# Cos (math.h)
Cos es una función definida dentro de la biblioteca con cabecera math.h que dado un ángulo en radianes devuelve el coseno del ángulo dado.

## Definición
La función Cos tiene distintas definiciones dependiendo del uso que se le quiera dar:
double cos(double x); Toma y devuelve un valor double
float cos(float x); Toma y devuelve un valor en coma flotante, esta función solo está disponible en C++.
long double cos(long double x); Toma y devuelve un valor long double, solo disponible en C++.
Todas las definiciones devuelven el coseno del ángulo x expresado en radianes.
Si x es muy grande puede devolver datos sin sentido pero no devuelve mensajes de error.

## Programa de ejemplo
```
#include
     
<iostream>

#include
     
<cmath>

using
 
namespace
 
std
;

int
 
main
(){

    
cout
 
<<
 
"Introduce un ángulo (en radianes) del que calcular el coseno :"
;

    
double
 
angulo
;

    
cin
 
>>
 
angulo
;

    
double
 
coseno
 
=
 
cos
(
angulo
);

    
cout
 
<<
 
"El coseno de "
 
<<
 
angulo
 
<<
 
" es "
  
<<
 
coseno
 
<<
 
endl
;

    
return
 
0
;

}

```

NOTA: El programa de ejemplo está escrito en C++